# Terra del Sole
Terra del Sole (La Tèra in romagnolo) è una città-fortezza medicea oggi parte integrante del comune di Castrocaro Terme e Terra del Sole (FC), situata a meno di 10 km da Forlì.

## Storia

### Nascita della città
(Missiva di Giovanni Camerini; Castrocaro, 20 dicembre.)

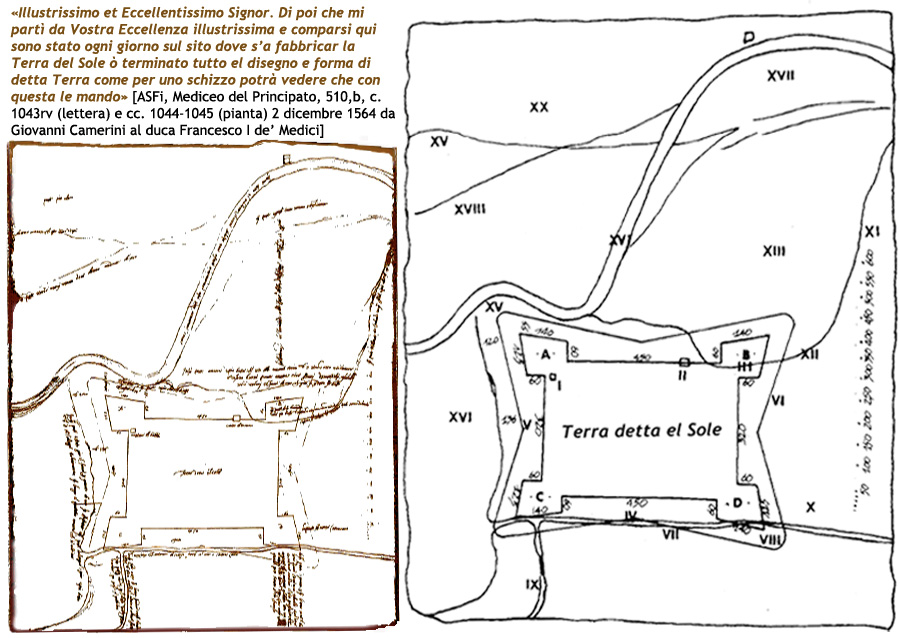
La prima pianta di Terra del Sole allegata alla lettera del 2 dicembre da Giovanni Camerini al duca Francesco I de' Medici

L'8 dicembre 1564, giorno dell'Immacolata Concezione, nel territorio “ultimo“ del Granducato di Toscana in Romagna, venne celebrato un importante rituale liturgico con lo scopo di accompagnare e benedire la fondazione della città fortezza di Terra del Sole: sarebbe sorta in un luogo che per natura pareva ostile ad un insediamento urbano (qui il fiume Montone creava frequenti alluvioni) e di difficile gestione amministrativa (qui vigeva la legge del banditismo).
(Relazione del Patrizio fiorentino Corbizio Corbizi.)
(Provveditore Lorenzo Perini, 1564.)
Mentre si celebrava la messa il cielo, dopo giorni di nebbia fittissima, si aprì ed il sole illuminò il luogo in cui si sarebbe costruita la città, per richiudersi a cerimonia conclusa. Questo episodio fu interpretato come segno di augurio e contribuì grandemente ad avvolgere la nascita di Terra del Sole in un'aura di leggenda ed a rafforzare l'identificazione tra la figura di Cosimo I de' Medici e la simbologia del sole, segno di quell'ordine e di quella razionalità che l'etimo del nome proprio del Duca intendeva celebrare.
(E. Guidoni; vedi bibliografia.)

### Cosimo I de' Medici, il fondatore
La nuova città fu voluta da Cosimo I de' Medici, primo Granduca di Toscana (1519-1574), figlio del Capitano di ventura Giovanni dalle Bande Nere, nato da Caterina Sforza, Signora di Forlì, sposata in terze nozze con Giovanni de' Medici detto "Il Popolano". Il 5 agosto del 1564 il duca di Firenze Cosimo I de' Medici insieme al figlio Francesco, principe reggente e all'altro figlio Ferdinando, cardinale di Santa Romana Chiesa, con il segretario Bartolomeo Concini e l'ingegnere Giovanni Camerini, giunge in visita a Castrocaro e sceglie il luogo dove costruire la nuova fortezza. Ripartendo lascia una pianta (probabilmente un abbozzo) della nuova costruzione al castellano Marcantonio Vittorini. Il 15 agosto il castellano di Castrocaro, in una missiva diretta al duca Cosimo, fa esplicito riferimento alla pianta della nuova fortezza ideata e tracciata dallo stesso principe: la pianta per la nuova fortezza expecta l'ordine per immortalarsi essendsi disegnata e fatta d'un princepe tanto grande, a Idio piaccia che con la vita di Vostra Eccellenza Illustrissima io sia degno di vederla perfetta. [Archivio di Stato di Firenze, Mediceo del Principato, Filza 511, cc. 126R, 138V]. Le misure del perimetro della fortezza sul luogo designato da Cosimo nella sua visita dei primi di agosto verranno eseguite da Giovanni Camerini nei mesi successivi. In una memoria olografa del Capitano di Castrocaro Corbizio II Corbizi si trova registrato un preciso atto di nascita della nuova città fortezza: "Ricordo come alli 8 di decembre 1564 si cominciò a fabbricare la nova Terra del Sole con processione e messa solenne in detto loco sendo Comissario Geri Resaliti".
La decisione di costruire ex novo una città fortificata nell'enclave romagnola rientrava in una precisa politica di difesa dei confini del Granducato di Toscana. Secondo le intenzioni di Cosimo I sarebbe dovuta diventare la nuova sede prestigiosa degli “uffizi” medicei nella Romagna Toscana, una struttura urbana che doveva assolvere a funzioni amministrative, giudiziarie, militari, religiose e commerciali.
Cosimo I de' Medici nell'ideare la costruzione del nuovo insediamento romagnolo si avvalse della sua esperienza di soldato e di principe. Conosceva la storia dell'ingegneria militare, sapeva del castrum romano ed apprezzava i modelli di fortezza bastionata, distingueva le strutture belliche studiate per le balestre e l'arma bianca da quelle dove la difesa e l'offesa si fondavano sull'artiglieria. Per questo diversi ingegneri e architetti militari della corte medicea eseguirono gli ordini di Cosimo I de' Medici e di Francesco I de' Medici. Il primo disegno progettuale contenente la pianta della nuova città fortezza venne eseguito da Giovanni Camerini, che diresse e coordinò i lavori di costruzione della fabbrica dal 1564 al 1569. In seguito alla morte del Camerini nel 1570 verranno inviati a proseguire i lavori di costruzione di Terra del Sole altri tecnici al servizio dei Medici tra cui Bernardo Buontalenti, Baldassarre Lanci e Simone Genga.

### Città - fortezza

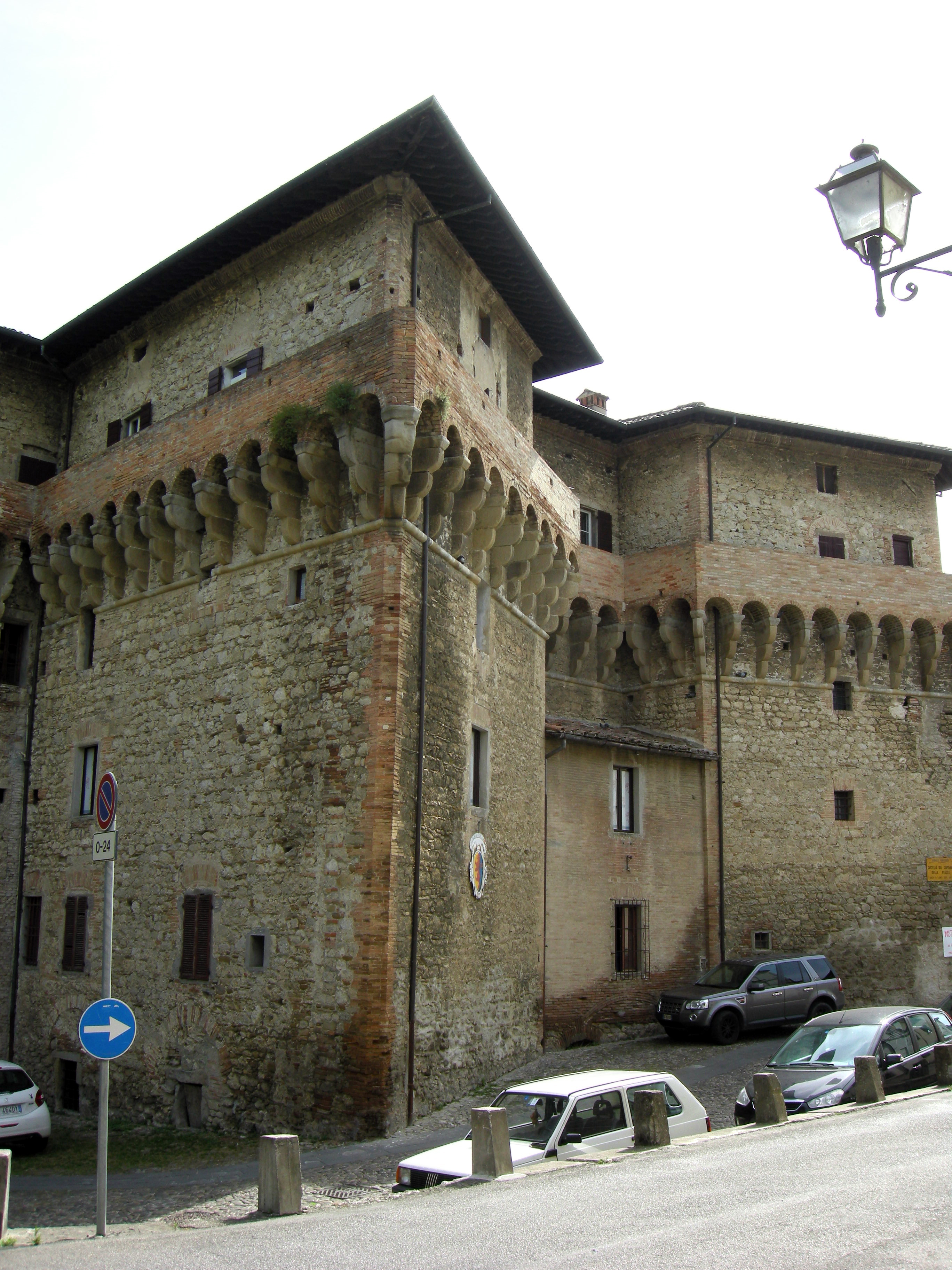
Il castello mediceo

"Terra del Sole può essere considerata con Palmanova e Sabbioneta come la più compiuta espressione della nuova modellistica urbana che si impone in Italia nel cinquecento, per diretta influenza delle teorizzazioni e delle concrete esperienze degli ingegneri militari".
A Terra del Sole le fortificazioni furono adeguate ai tempi e alle nuove tecniche militari.
Così come per le altre fortezze (San Piero a Sieve, Empoli, Cortona, Montecarlo ai confini della Repubblica di Lucca; Portoferraio nell'Isola d'Elba e Sasso di Simone nel Montefeltro) volute da Cosimo I de' Medici, invece di lunghe cortine e torri, negli angoli si costruirono quattro bastioni muniti di orecchioni per proteggere, con le bocche da fuoco poste nelle cannoniere, le scarpe delle cortine costruite in terra battuta armata con palificate e rivestite di laterizio.
Le porte cittadine, quella «fiorentina» e quella «romana», furono fortificate in maniera analoga a quanto era stato realizzato nelle «terre nuove» del XIV secolo.
Nel mese di giugno del 1579, benché restassero da compiere non pochi lavori di rifinitura, la città era quasi terminata nelle sue parti principali: nelle mura munite dei quattro baluardi, nei Castelli sopra le due porte, nel Palazzo del Provveditore e nel Palazzo dei Commissari con il suo imponente e differenziato insieme di carceri e segrete.
Nel 1579 la nuova «terra» di Cosimo I fu eletta capitale della Provincia della Romagna Fiorentina e il primo Commissario di Terra del Sole, Antonio Dazzi, fece trasferire il Bargello, il Giudice e la Corte civile e criminale, il Cancelliere e il maestro di scuola dalla vicina Castrocaro.
La cittadella diventerà sede di mercato per esercitare una vera e propria forma di controllo sulla copiosa produzione agricola del territorio romagnolo. Oltre all'approvvigionamento di grano il mercato di Terra del Sole avrebbe garantito anche quello del sale che proveniva dalla vicina Cervia.
Il Granduca, sempre preoccupato per l'incombente spettro della carestia, per ovviare alle carenze di grano della Toscana, ne avrebbe fatto incetta nella fertile Romagna utilizzando un deposito fortificato quale la città di Terra del Sole.

### Terra del Sole capoluogo amministrativo e giudiziario della Romagna toscana dal 1579 fino al 1772

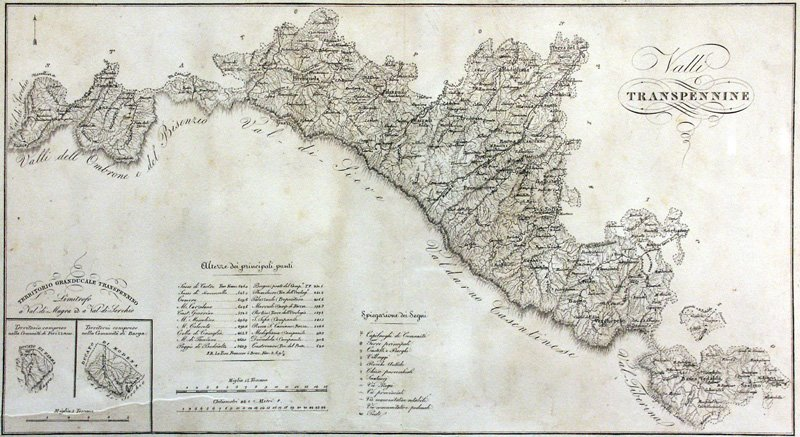
La provincia della Romagna toscana in epoca granducale

Nel 1579 Terra del Sole fu eletta capitale della Provincia della Romagna Fiorentina e il primo Commissario, Antonio Dazzi, fece “traslocare” da Castrocaro il Bargello, il Giudice, la Corte civile e criminale e il Cancelliere. La fortezza fu disarmata nel 1772 e nel 1776 fu soppressa anche la Provincia.
Più che fortezza militare, Terra del Sole, in quanto città capoluogo provinciale della Romagna fiorentina, fin dal suo sorgere e fino alla metà del Settecento, fu il luogo "ideale" dove veniva esercita l’amministrazione delle giustizia civile e criminale: inquisizioni, processi, condanne, pene corporali ed esecuzioni erano pratica quotidiana.
A questo si aggiunga che, come ovunque in Italia, alla fine del ‘500, anche nella Toscana medicea il banditismo toccò il suo culmine.
Terra del Sole per la sua posizione geografica, posta al confine con lo Stato delle Chiesa, per la sua struttura urbanistica e architettonica (una città-fortezza) e per le funzioni amministrative delegate (capoluogo amministrativo provinciale della Romagna Toscana), divenne anche il luogo ideale per lo svolgersi delle istruttorie processuali non solo contro i banditi, ma per ogni tipo di reato.

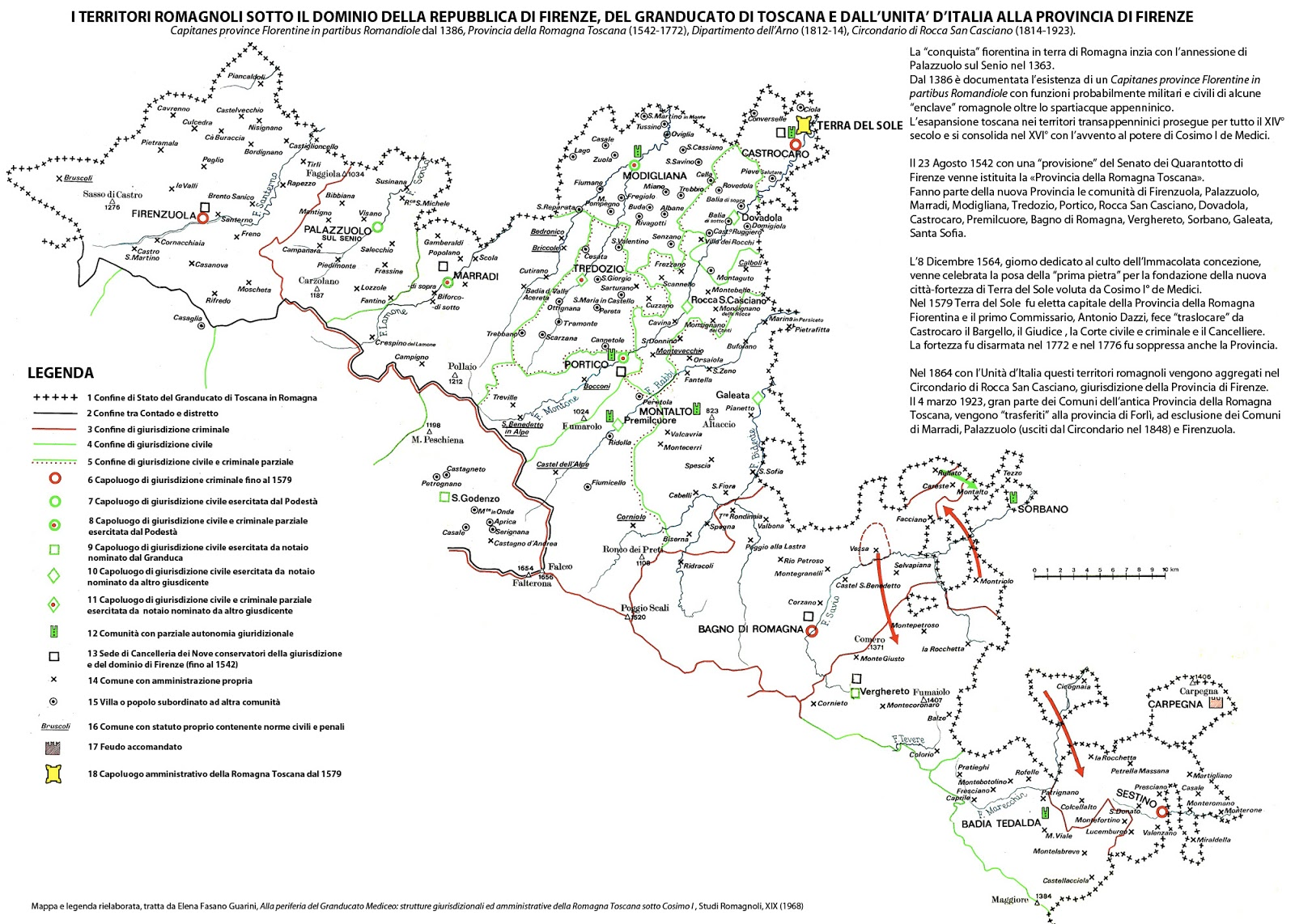
Territori romagnoli sotto il dominio della Repubblica di Firenze, del Granducato di Toscana e dall'Unità d'Italia alla provincia di Firenze

Una mole consistente di processi, inquisizioni, di torture fisiche e psicologiche, di condanne, è documentata nelle numerosissime filze degli Atti civili e criminali conservati nell’Archivio storico comunale di Castrocaro Terme e Terra del Sole che riguardano tutto il territorio provinciale.
Gli Atti civili e criminali sono una testimonianza unica sulla gestione giuridica e amministrativa dei Commissari, scelti e inviati direttamente dal Granduca in terra romagnola.

### La perdita delle funzioni originarie

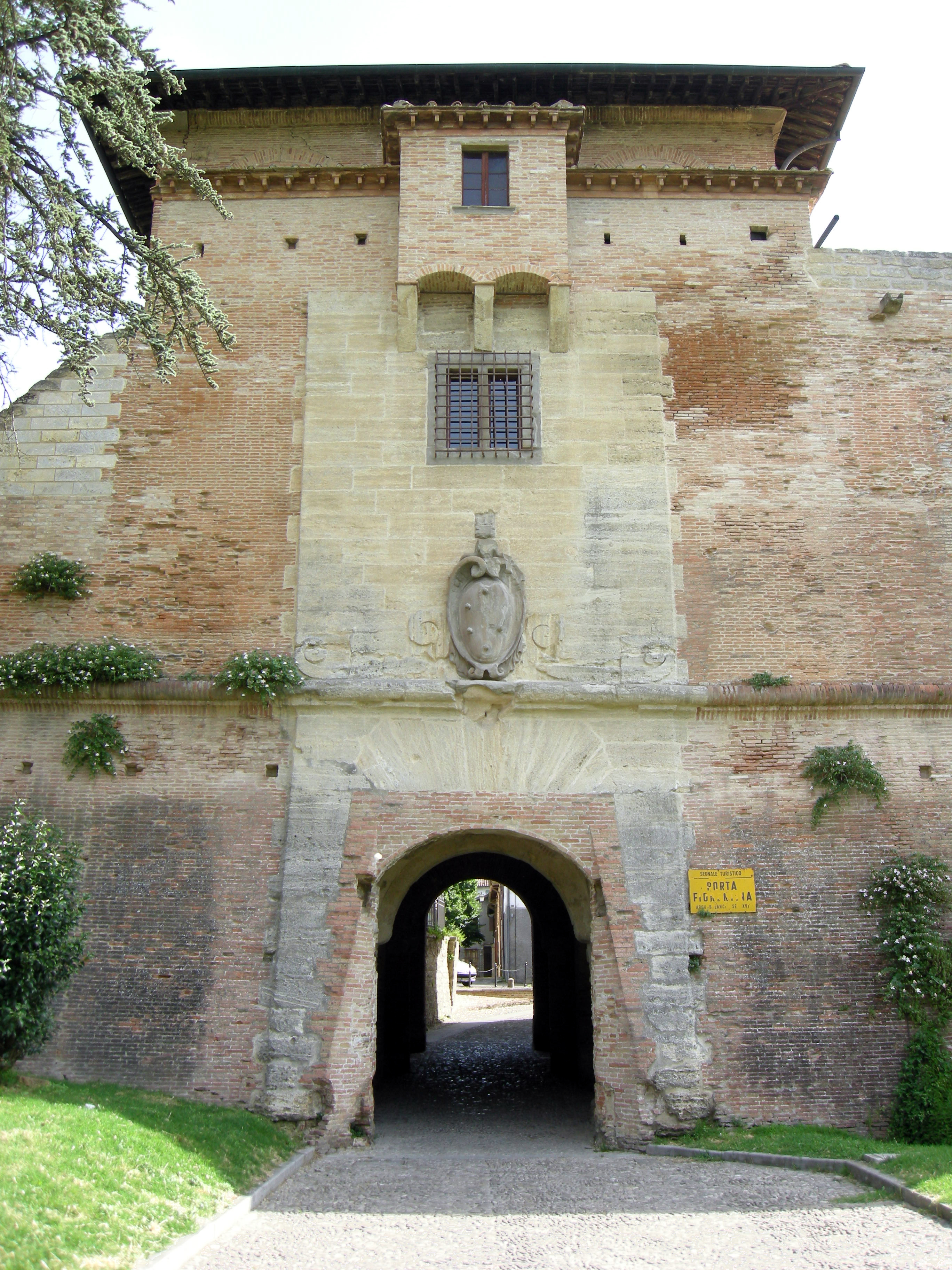
Porta fiorentina

Fra il 1772 e il 1783 Pietro Leopoldo di Toscana attuò una serie di riforme di riorganizzazione statale che si risolsero con operazioni di fusione di entità amministrative minori di origine medioevale e di raggruppamento alle comunità più grandi, che corrispondono ai comuni odierni.
La fortezza fu disarmata nel 1772 e, nel 1848, con l'istituzione del circondario di Rocca San Casciano, convalidato anche dopo l'unificazione, i "vecchi" poteri amministrativi persero di efficacia giuridica e Terra del Sole venne privata delle sue funzioni originarie di città fortificata e di capoluogo territoriale.
Terra del Sole, assieme agli altri Comuni della "Romagna-toscana, rimase sotto l'amministrazione provinciale di Firenze fino al 1924 quando, con Regio Decreto del 4 marzo 1923 venne aggregata alla provincia di Forlì.
Terra del Sole rimase capoluogo di Comunità fino al 12 febbraio 1925 quando, con Decreto Reale vennero "autorizzati il trasferimento della Sede municipale del Comune di Terra del Sole e Castrocaro (denominazione in atto dall'anno 1872) dall'attuale capoluogo alla frazione di Castrocaro ed il cambiamento della denominazione del Comune in quella di Castrocaro e Terra del Sole". Per dare maggiore risalto all'attività economica preminente del territorio, in data 31 marzo 1962 il Comune assunse il nome di Castrocaro Terme e Terra del Sole.
Nel quadro delle fortificazioni cosimiane la cittadella ha tratti fortemente specifici. Fu pensata non solo come fortezza ma anche come minuscola “città”: simbolo, fin a partire dal nome, così evidentemente legato al mito solare ricorrente nell'ideologia del Principato e luogo concreto della sovranità ducale, eretto là dove questa aveva termine, nella pianura pontificia dominata da un centro cittadino ben più antico e più reale, quello di Forlì, e sintesi del granducato di Toscana in terra romagnola.
Terra del Sole è stata dichiarata centro storico di “notevole interesse pubblico” da un Decreto Ministeriale del 1965, tutelandone la conservazione con un vincolo ambientale.
Ma negli anni Cinquanta e Sessanta del Novecento l'impianto urbanistico originario, fino ad allora integro, è stato fortemente alterato con la costruzione di nuove case in stile moderno e l'apertura di un'ampia strada che taglia in due parti distinte l'intera cittadella fortificata.

## Monumenti e luoghi d'interesse

### La cinta muraria

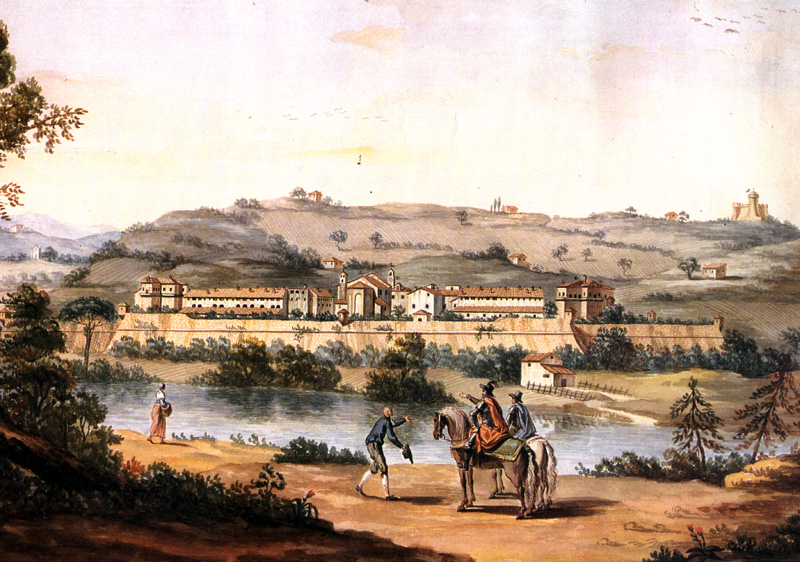
Veduta settecentesca della città fortezza

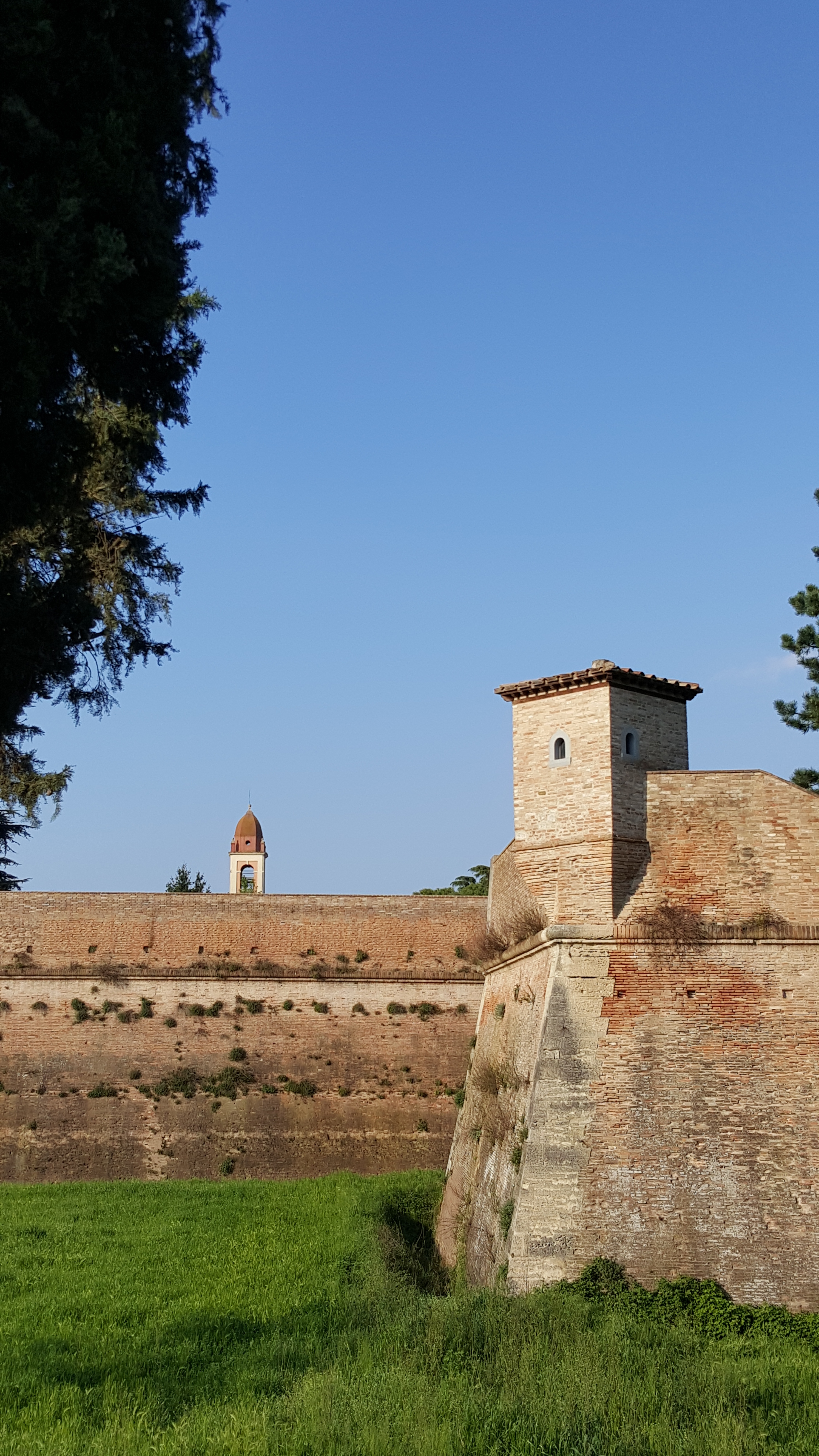
Mura di Terra del Sole

Le mura, alte circa 13 metri, cingono la cittadella sviluppandosi su pianta rettangolare per 2 chilometri e 87 metri: ai quattro angoli i bastioni di Sant'Andrea, S. Martino, Santa Reparata, Santa Maria, formano un rettangolo con quattro bastioni ai vertici muniti di fianchi ritirati per il tiro radente incrociato di difesa delle cortine.
Sui due lati brevi si aprono le porte della città: una verso Forlì e l'altra in direzione di Castrocaro, solo da quest'ultima era consentito l'accesso alla fortezza attraverso un complesso sistema che superava un ampio fossato con un ponte ad arcatelle, al quinto arco vi era un ponte levatoio di legno dotato di un meccanismo di sollevamento ed un cancello di ferro permetteva la chiusura notturna della Porta.
Attorno alle mura fu lasciato un fossato, a spianata, di circa quaranta metri di profondità con un accenno di controscarpa, tuttora leggibile tra le coltivazioni che hanno gradualmente occupato l'invaso, ma le opere esterne di completamento al sistema difensivo del fronte bastionato, non furono mai eseguite nella forma e nella successione che la elaboratissima tecnica del tempo suggeriva.

### I bastioni difensivi

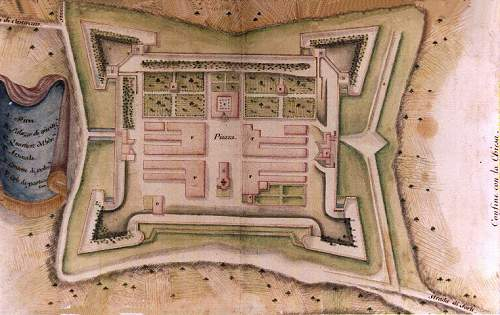
Antica pianta di Terra del Sole

I Bastioni a monte denominati di Santa Maria, in direzione di Faenza, e di Santa Reparata, in direzione dell'antica Pieve omonima a sud-ovest, costituiscono i blocchi di difesa più complessi dell'intera fortezza con un doppio sistema di casematte per fianco di cui la superiore è parzialmente scoperta per lo smaltimento dei fumi delle artiglierie. Gallerie e rampe voltate a botte, mettono in comunicazione le casematte e le piazze basse, a due, a due tra loro e queste con l'esterno.
Nel Bastione di Santa Reparata si conservano le due casematte inferiori mentre le piazze basse superiori, dopo la smilitarizzazione della fortezza avvenuta nel 1772, private del terrapieno a causa delle continue arature, sarebbero crollate per collasso strutturale.
I Bastioni di San Martino, a nord-est, e di Sant'Andrea, a sud-est, differiscono dai precedenti per la forma degli orecchioni di lato al corso del fiume Montone, che non sono come gli omologhi, rettilinei e con protezione lineare del fianco, bensì stondati per consentire di battere la faccia esterna del Bastione opposto fino al suo saliente.
In questi due Bastioni il sistema di difesa per fianchi ritirati è al livello superiore, di tipo "semplificato", abbiamo, infatti, delle troniere a cui si accede liberamente dal terrapieno, mentre al livello inferiore, sono visibili esternamente delle feritoie, in parte interrate, che presuppongono la presenza di casematte di cui è scomparso l'accesso.
Sui vertici esterni degli orecchioni, sui quattro salienti dei Bastioni, a metà delle cortine sul loro lato lungo e sul cavaliere di Porta Fiorentina sono distribuite delle garitte utilizzate come posti protetti di guardia e di osservazione. Quelle di vertice, più grandi e poligonali, poggiano su beccatelli di pietra mentre quelle laterali sviluppano su belle mensole in muratura a scalare.

### L'abitato
Entro il perimetro delle mura (2 km e 87 m) si sviluppa l'insediamento simmetrico comprendente quattro isolati. Due Borghi, Romano e Fiorentino, l'attraversano da Porta a Porta, secondo il decumano, affiancati da quattro Borghi minori. Due similari angolati Castelli fanno da sfondo. Il tutto è raccordato dalla vasta Piazza d'Armi, dove si affacciano edifici monumentali: la chiesa di Santa Reparata, il palazzo dei Commissari o Pretorio, quello dei Provveditori, quello della Provincia (Cancelleria) ed altri palazzi padronali, tra cui il Palazzo Paganelli (affrescato anche da Giovanni Marchini ed il Palazzo Giulianini.

### I Castelli

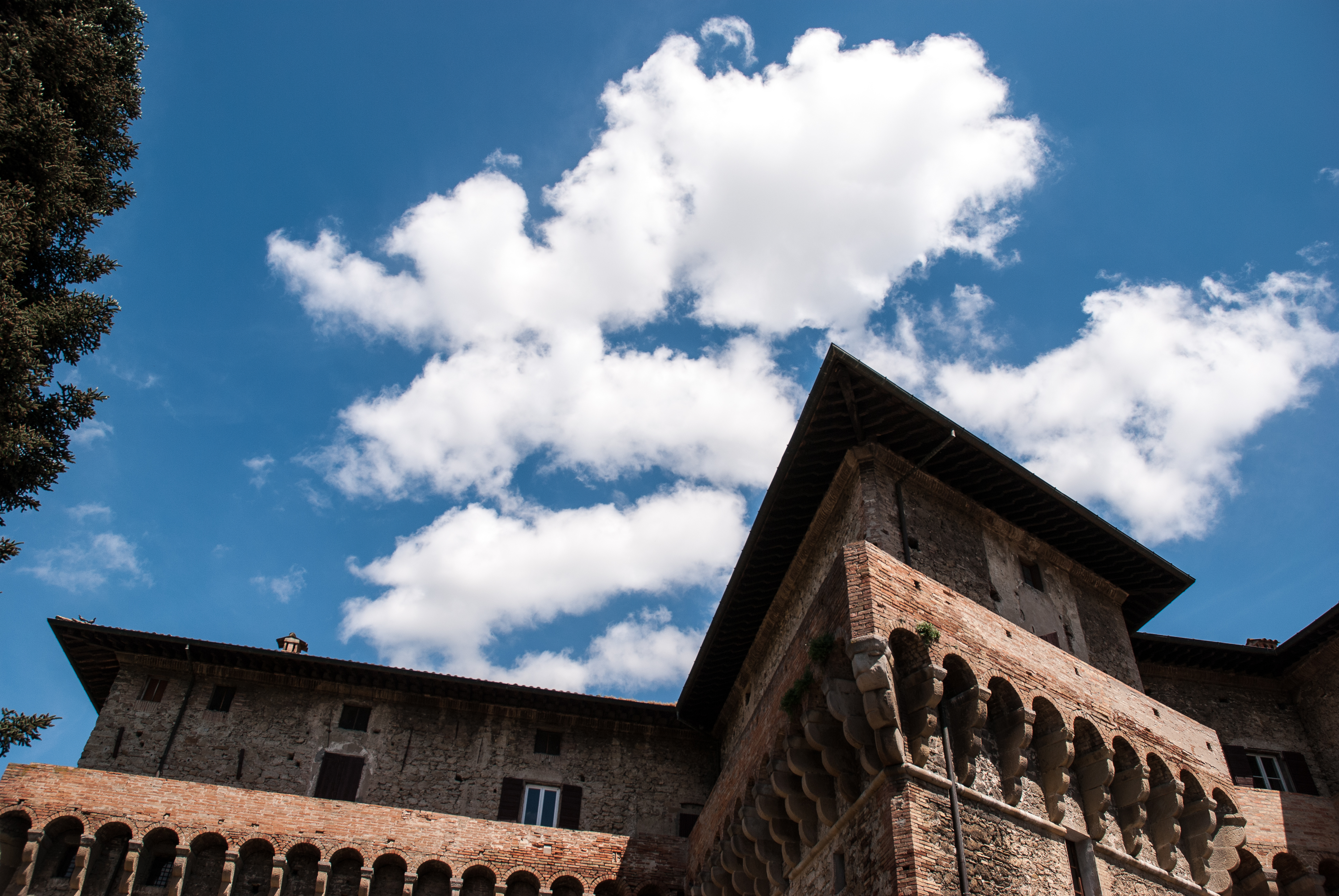
Castello del Capitano della Piazza o del Governatore. Una delle due fortezze a guardia degli ingressi al Borgo

- il Castello del Capitano delle Artiglierie, a difesa della Porta Fiorentina
- il Castello del Capitano di Piazza o del Governatore, sede dell'Archivio Storico di fonti criminali[11][12]

### Il Palazzo del Provveditore
Situato all'inizio del Borgo Romano, fu sede del Ministro delle Finanze della Romagna Toscana.

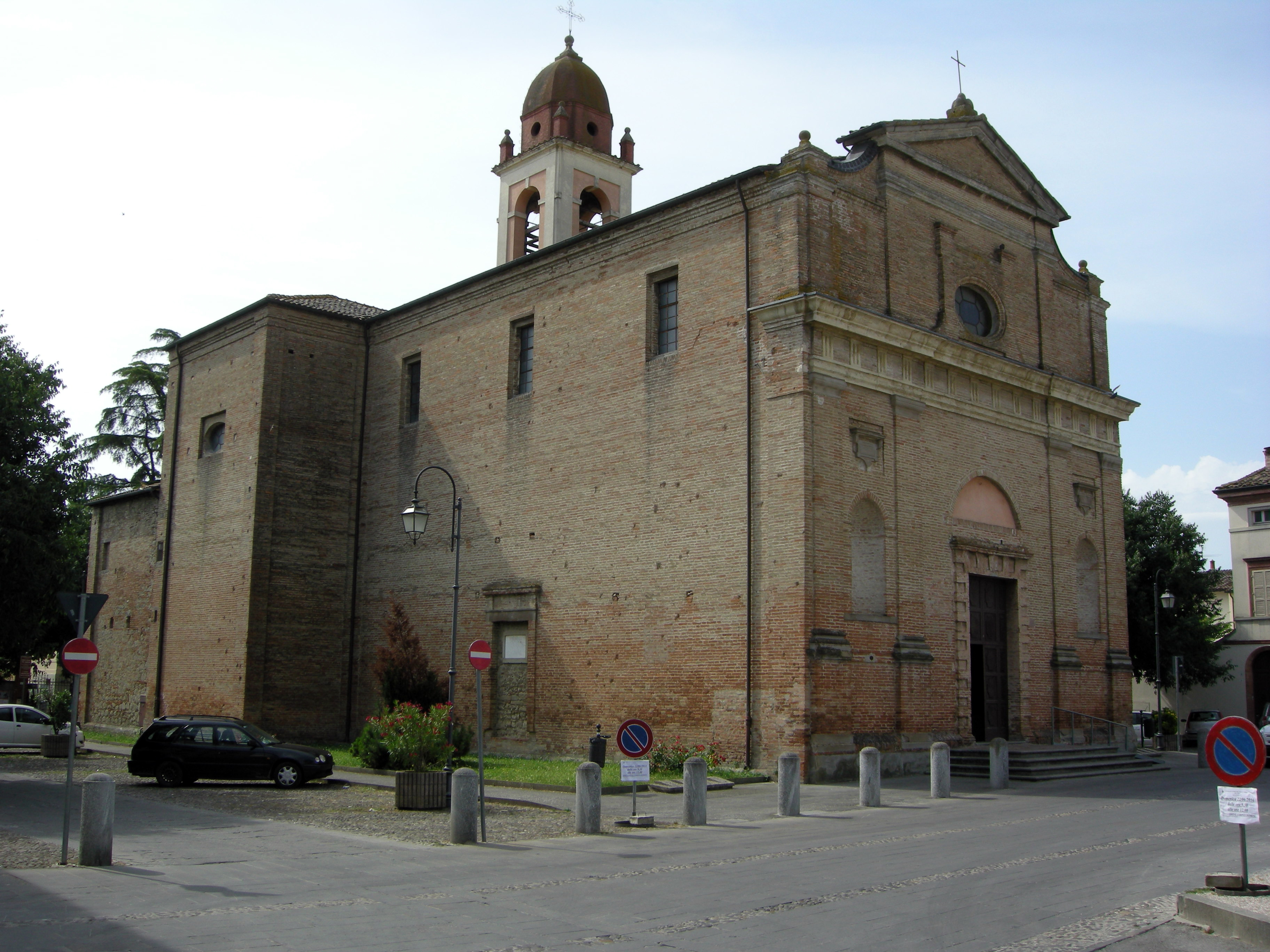
Chiesa parrocchiale di Santa Reparata

### La chiesa di Santa Reparata
Prospiciente alla Piazza d'Armi, fu iniziata nel 1594 e terminata nel 1609: impianto monumentale classico a croce latina.
Di pregio i quadri della Madonna del Carmine (1575) di Pier Paolo Menzocchi e quello della Madonna del Rosario (1610) di Francesco Longhi, paliotti di legno dipinto e a scagliola, un crocefisso ligneo di scuola Toscana del '500, un coro in noce (secolo XVI) nell'abside.
Sono custoditi un prezioso organo del 1734 di Feliciano Fedeli da Camerino ed un organo positivo del 1759 di Pietro Agati da Pistoia.
In sacrestia due rari canterani del '600 e del '700.

### Il Palazzo Pretorio o dei Commissari granducali

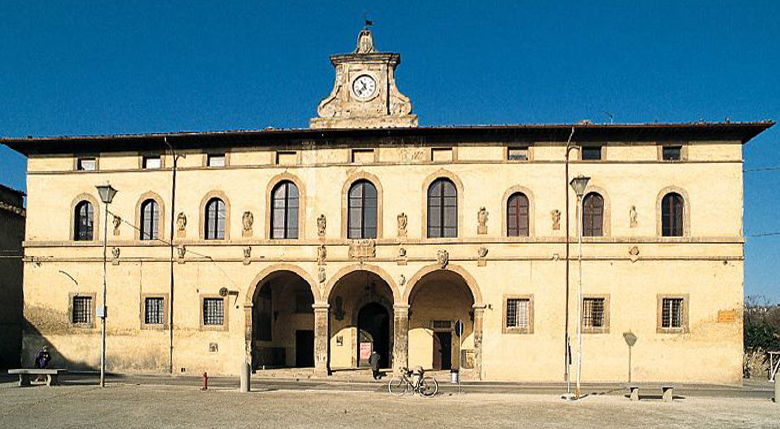
Palazzo Pretorio oggi

Il Palazzo Pretorio o dei Commissari granducali è un'imponente costruzione, classico esempio di architettura rinascimentale, a pianta quadrata, con all'interno il cortile delimitato da un triportico a due ordini. Era sede del Tribunale di prima istanza per tutta la Romagna toscana a cui ci si doveva appellare per tutte le cause civili escusse nei vari capitanati della Provincia.